# Departamento Trancas
Das Departamento Trancas liegt im Norden der Provinz Tucumán im Nordwesten Argentiniens und ist eine von 17 Verwaltungseinheiten der Provinz. Es grenzt im Westen und Norden an die Provinz Salta, im Osten an das Departamento Burruyacú, im Süden an das Departamento Tafí Viejo und im Südosten an das Departamento Tafí del Valle. Das Departamento Trancas hat eine Fläche von 2.862 km² mit 15.473 Einwohnern (2001, INDEC). Die Bevölkerungsdichte beträgt 5,4 Einw./km². Die Hauptstadt des Departamento trägt ebenfalls den Namen Trancas.
Der Name Trancas stammt, der Legende nach, von einem Krieger der Quilmes ab, der Chancas hieß und San Francisco Solano auf seinen Missionsreisen durch den Nordwesten begleitete.
Das Departamento Trancas wurde am 19. Januar 1826 um 8 Uhr morgens von einem Erdbeben der Stärke 6,4 auf der Richterskala erschüttert. Das Epizentrum befand sich in 30 m Tiefe bei den Koordinaten 26°11′59″S, 65°15′0″W.
Der Kazike der Diaguita und Menschenrechtler Javier Chocobar wurde am 12. Oktober 2009 in Chuschagasta, einer Siedlung in Trancas, ermordet.

## Städte und Gemeinden
- Choromoro
- San Pedro de Colalao
- Tapia
- Trancas